# Szczurowa (gemeente)
De gemeente Szczurowa is een landgemeente in het Poolse woiwodschap Klein-Polen, in powiat Brzeski (Klein-Polen).
De zetel van de gemeente is in Szczurowa.
Op 30 juni 2004 telde de gemeente 9863 inwoners.

## Oppervlakte gegevens
In 2002 bedroeg de totale oppervlakte van gemeente Szczurowa 134,64 km², waarvan:
- agrarisch gebied: 78%
- bossen: 10%

De gemeente beslaat 22,82% van de totale oppervlakte van de powiat.

## Demografie
Stand op 30 juni 2004:
| Omschrijving                   | Totaal | Totaal | Vrouwen | Vrouwen | Mannen | Mannen |
| ------------------------------ | ------ | ------ | ------- | ------- | ------ | ------ |
| eenheid                        | aantal | %      | aantal  | %       | aantal | %      |
| inwoners                       | 9863   | 100    | 4947    | 50,2    | 4916   | 49,8   |
| bevolkingsdichtheid (inw./km²) | 73,3   | 73,3   | 36,7    | 36,7    | 36,5   | 36,5   |

In 2002 bedroeg het gemiddelde inkomen per inwoner 1700 zl

## Sołectwo
Barczków, Dąbrówka Morska, Dołęga, Górka, Kopacze Wielkie, Księże Kopacze, Kwików, Niedzieliska, Pojawie, Popędzyna, Rajsko, Rudy-Rysie, Rylowa, Rząchowa, Strzelce Małe, Strzelce Wielkie, Szczurowa, Uście Solne, Wola Przemykowska, Wrzępia, Zaborów.

## Aangrenzende gemeenten
Bochnia, Borzęcin, Brzesko, Drwinia, Koszyce, Radłów, Rzezawa, Wietrzychowice